# Actinote leontine
Actinote leontine är en fjärilsart som beskrevs av Gustav Weymer 1890. Actinote leontine ingår i släktet Actinote och familjen praktfjärilar. Inga underarter finns listade i Catalogue of Life.